# Platygaster equestris
Platygaster equestris är en stekelart som beskrevs av Spittler 1969. Platygaster equestris ingår i släktet Platygaster och familjen gallmyggesteklar. Inga underarter finns listade i Catalogue of Life.